# Aktobe
Aktobe (tiếng Kazakh: Ақтөбе / Aqtöbe / اقتٶبه), tên cũ là Aktyubinsk (tiếng Nga: Актюбинск, cho đến năm 1999) là một thành phố thủ phủ tỉnh Aktobe của Kazakhstan, nằm bên sông Ilek. Thành phố có dân số theo điều tra dân số năm 2009 là 345.687 người.
Dân cư Aktobe bao gồm cộng đồng các dân tộc người Kazakh, người Nga, người Ukraina, người Tatar, người Duy Ngô Nhĩ, người Chechnya, người Armenia, người Do Thái và người Hy Lạp. Trước cuộc cải tổ thành phố là nơi sinh sống của một cộng đồng lớn người Đức.
Tên gọi "Aktobe" xuất phát từ tiếng Kazakh ақ "(màu trắng) và" төбе "(ngọn đồi), đề cập đến những ngọn đồi trên đó có thành phố cổ trong thế kỷ thứ mười chín.

## Khí hậu
| Dữ liệu khí hậu của Aktobe              | Dữ liệu khí hậu của Aktobe | Dữ liệu khí hậu của Aktobe | Dữ liệu khí hậu của Aktobe | Dữ liệu khí hậu của Aktobe | Dữ liệu khí hậu của Aktobe | Dữ liệu khí hậu của Aktobe | Dữ liệu khí hậu của Aktobe | Dữ liệu khí hậu của Aktobe | Dữ liệu khí hậu của Aktobe | Dữ liệu khí hậu của Aktobe | Dữ liệu khí hậu của Aktobe | Dữ liệu khí hậu của Aktobe | Dữ liệu khí hậu của Aktobe |
| Tháng                                   | 1                          | 2                          | 3                          | 4                          | 5                          | 6                          | 7                          | 8                          | 9                          | 10                         | 11                         | 12                         | Năm                        |
| --------------------------------------- | -------------------------- | -------------------------- | -------------------------- | -------------------------- | -------------------------- | -------------------------- | -------------------------- | -------------------------- | -------------------------- | -------------------------- | -------------------------- | -------------------------- | -------------------------- |
| Cao kỉ lục °C (°F)                      | 4.5 (40.1)                 | 5.3 (41.5)                 | 23.6 (74.5)                | 30.9 (87.6)                | 39.0 (102.2)               | 40.2 (104.4)               | 42.2 (108.0)               | 42.9 (109.2)               | 38.3 (100.9)               | 29.7 (85.5)                | 17.0 (62.6)                | 11.2 (52.2)                | 42.9 (109.2)               |
| Trung bình ngày tối đa °C (°F)          | −8.1 (17.4)                | −7.1 (19.2)                | −0.4 (31.3)                | 13.3 (55.9)                | 22.0 (71.6)                | 28.2 (82.8)                | 29.9 (85.8)                | 28.3 (82.9)                | 21.7 (71.1)                | 12.1 (53.8)                | 0.7 (33.3)                 | −5.7 (21.7)                | 11.2 (52.2)                |
| Trung bình ngày °C (°F)                 | −12.3 (9.9)                | −11.9 (10.6)               | −5.4 (22.3)                | 7.0 (44.6)                 | 14.9 (58.8)                | 20.9 (69.6)                | 22.7 (72.9)                | 20.7 (69.3)                | 14.0 (57.2)                | 5.7 (42.3)                 | −3.2 (26.2)                | −9.7 (14.5)                | 5.3 (41.5)                 |
| Tối thiểu trung bình ngày °C (°F)       | −16.5 (2.3)                | −16.3 (2.7)                | −9.8 (14.4)                | 1.4 (34.5)                 | 7.9 (46.2)                 | 13.4 (56.1)                | 15.6 (60.1)                | 13.5 (56.3)                | 7.4 (45.3)                 | 0.6 (33.1)                 | −6.5 (20.3)                | −13.6 (7.5)                | −0.2 (31.6)                |
| Thấp kỉ lục °C (°F)                     | −48.5 (−55.3)              | −45.0 (−49.0)              | −37.0 (−34.6)              | −18.9 (−2.0)               | −7.6 (18.3)                | −0.9 (30.4)                | 4.1 (39.4)                 | 0.7 (33.3)                 | −7.9 (17.8)                | −26.3 (−15.3)              | −35.0 (−31.0)              | −41.5 (−42.7)              | −48.5 (−55.3)              |
| Lượng Giáng thủy trung bình mm (inches) | 25 (1.0)                   | 23 (0.9)                   | 26 (1.0)                   | 31 (1.2)                   | 34 (1.3)                   | 35 (1.4)                   | 29 (1.1)                   | 27 (1.1)                   | 19 (0.7)                   | 27 (1.1)                   | 28 (1.1)                   | 29 (1.1)                   | 333 (13.1)                 |
| Số ngày mưa trung bình                  | 3                          | 2                          | 4                          | 10                         | 13                         | 12                         | 11                         | 10                         | 10                         | 10                         | 8                          | 4                          | 97                         |
| Số ngày tuyết rơi trung bình            | 21                         | 18                         | 13                         | 3                          | 0.2                        | 0.03                       | 0                          | 0                          | 0.1                        | 4                          | 13                         | 20                         | 92                         |
| Độ ẩm tương đối trung bình (%)          | 81                         | 79                         | 79                         | 66                         | 57                         | 54                         | 55                         | 54                         | 58                         | 69                         | 80                         | 82                         | 68                         |
| Số giờ nắng trung bình tháng            | 87                         | 133                        | 176                        | 237                        | 311                        | 317                        | 333                        | 300                        | 227                        | 137                        | 78                         | 67                         | 2.403                      |
| Nguồn 1: Pogoda.ru.net                  |                            |                            |                            |                            |                            |                            |                            |                            |                            |                            |                            |                            |                            |
| Nguồn 2: NOAA (nắng, 1961–1990)         |                            |                            |                            |                            |                            |                            |                            |                            |                            |                            |                            |                            |                            |